# Lupe Pintor
Lupe Pintor est un boxeur mexicain né le 13 avril 1955 à Cuajimalpa de Morelos.

## Carrière
Passé professionnel en 1974, il devient champion du monde des poids coqs WBC le 3 juin 1979 en dominant aux points Carlos Zarate. Pintor laisse son titre vacant après une 8e défense victorieuse obtenue le 3 juin 1982 face à Seung Hoon Lee. Il affronte ensuite Wilfredo Gómez pour la ceinture WBC des super-coqs le 3 décembre 1982 mais s'incline par arrêt de l’arbitre à la 14e reprise.
Malgré ce revers, il s'empare de cette ceinture des super-coqs à sa seconde tentative le 18 août 1985 aux dépens de son compatriote Juan Meza, titre qu'il perd dès le combat suivant par KO au 5e round face à Samart Payakaroon le 18 janvier 1986.

## Distinction
- Lupe Pintor est membre de l'International Boxing Hall of Fame depuis 2016.